# Coregonus zenithicus
Coregonus zenithicus is een  straalvinnige vissensoort uit de familie van zalmen (Salmonidae) en de onderfamilie van de houtingen. De vis komt voor in het gebied van de Grote Meren en noordelijker gelegen meren in Noord-Amerika.

## Kenmerken
De volwassen vis is gemiddeld 28 cm, de vis kan 40 cm lang worden. De vis behoort tot een complex van houtingsoorten die het nauwst verwant zijn met Coregonus artedi.

## Verspreiding en leefgebied
Deze houtingsoort komt voor in het Great Slave Lake in Canada en verder in de Hudsonbaai en het gebied van de Grote Meren met uitzondering van het Ontariomeer en het Eriemeer. De vis houdt zich op in diep, open water. Ooit bestond er een belangrijke beroepsvisserij op deze soort.

## Status
De vispopulaties, vooral die in het Bovenmeer en het Nipigonmeer gaan in aantal achteruit door de negatieve invloed van invasieve soorten waterorganismen zoals de zeeprik en door overbevissing. De soort staat daarom op de Rode Lijst van de IUCN als Kwetsbaar. Het beoordelingsjaar is 1996, deze status is aan herziening toe.